# عملیات کیف سیاه
عملیات کیف سیاه (یا کار کیف سیاه) عملیات پنهانی یا عملیات مخفیانه برای نفوذ به یک سازمان برای بدست آوردن اطلاعات برای انجام عملیات اطلاعات انسانی است. این کار، معمولاً مستلزم ورود و نفوذ به مناطق ممنوعه است. برخی راهکنش‌ها، روش‌ها، و فرایندهای مرتبط با عملیات کیف سیاه: بازکردن قفل، بازکردن گاوصندوق، کپی کلید، جعل اثر انگشت، عکاسی، نظارت الکترونیک (مانند نظارت تصویری و شنود صدا)، جاسوسی نامه (بازکردن و خواندن آن)، جعل اسناد، و گروهی دیگر از مهارت‌ها هستند. گزاره «کیف سیاه» از کیف کوچکی می‌آید که دزدها ابزار خود را در آن می‌گذارند.

## وضعیت حقوقی
بین سال‌های ۱۹۴۲ (میلادی) تا ۱۹۶۷ (میلادی) مأموران اداره تحقیقات فدرال به محل زندگی افراد و دفتر شرکت‌های هدف، وارد می‌شدند و از اطلاعاتی که پیدا می‌کردند عکس می‌گرفتند. در ژوئیه ۱۹۶۶ رئیس اداره تحقیقات فدرال جی. ادگار هوور دستور توقف انجام این روش را داد. پیرو پرونده پان پلامندن به نام ایالات متحده آمریکا علیه دیوان عالی ایالات متحده آمریکا که با کد 407 U.S. ۲۹۷ مطرح شد در ۱۹ ژوئن ۱۹۷۲ دیوان عالی ایالات متحده آمریکا رأی داد که انجام عملیات کیف سیاه توسط اداره تحقیقات فدرال، غیرقانونی است؛ ولی اداره تحقیقات فدرال هنوز عملیات‌های کیف سیاه بی‌شماری انجام می‌دهد. اگر این عملیات در ارتباط با بزهکاری باشد به حکم دادگاه، نیاز است. در مسائل امنیت ملی، انجام عملیات باید توسط دادگاه نظارت بر اطلاعات خارجی تأیید شود.

## نمونه
نمونه عملیات کیف سیاه، پس از ۱۹۴۷ (میلادی) بود که الیزابت بنتلی از ارتباط با اتحاد جماهیر شوروی سوسیالیستی دست کشید و با اداره تحقیقات فدرال گفتگو کرد. اداره تحقیقات فدرال به اتاق او در هتل بروکلین وارد می‌شد تا هویت او را تأیید کند و به دنبال چیزهای دیگر بگردد. «آنها هیچ چیز غیر عادی پیدا نکردند.» بنتلی از همان روزهای نخست، یادگرفته بود که چگونه اینجور سرک کشیدن‌ها را بپیچاند. او یادگرفته بود که چگونه بفهمد مأموران دشمن، اسناد سری را که دارد پیدا کرده‌اند.
"اگر مجبور بودم که آپارتمانم را ترک کنم مراقب بودم که آنها را در صندوقچه سیاه بگذارم و یک نخ نازک سیاه را به دور آن گره بزنم تا بفهمم هنگامیکه خانه نبودم، کسی آنها را پیدا کرده‌است."
آژانس اطلاعات مرکزی از عملیات کیف سیاه برای دزدیدن اسرار رمزنگاری‌نشده و دیگر اسرار سازمان‌های حکومتی خارج از آمریکا استفاده می‌کند. پیشینه انجام عملیات کیف سیاه (در میان جامعه اطلاعاتی ایالات متحده آمریکا) دستکم به سال ۱۹۱۶ (میلادی) بر می‌گردد.

## در فرهنگ عمومی
- زنگ در به صدا درآمد
- سم فیشر